# AN/SPY-7
AN/SPY-7は、アメリカ合衆国のロッキード・マーティン（LM）社が開発しているフェーズドアレイレーダー。国土防空・ミサイル防衛用の対空捜索レーダーのほか、艦載用の多機能レーダーとしても用いられる予定である。

## 設計
LRDR（長距離識別レーダー; 英語: Long Range Discrimination Radar）は、地上配備型の弾道弾迎撃ミサイルであるGBI（Ground Based Interceptor）と組み合わせて運用される早期警戒レーダーとして開発された。そして2019年11月、本機をAN/SPY-7(V)1と称することが決定された。
LM社社内ではLMSSR（Lockeed Martin's Solid State Radar）とも称されていたとおり、窒化ガリウム（GaN）製の半導体素子を用いたアクティブ・フェーズドアレイ・アンテナを採用しており、試作版では日本の富士通製のGaN素子が採用された。この素子の採用により、メンテナンス中でも継続的な観測が可能となったほか、スケーラビリティを備えたシステムにもなっている。また従来のAESA式レーダーでは垂直方向のみのエネルギー・パルスを送受信しているのに対して、本システムでは垂直・水平の両方向のエネルギー・パルスを送受信する二重偏波によって、目標をより立体的に認識することが可能になっており、レーダー反射断面積（RCS）が小さな目標に対する探知能力が向上している。
また本システムは、イージス弾道ミサイル防衛システム（ABMDシステム）と連接して使用することもできる。 従来のABMDシステムおよびイージスシステム（AWS）で用いられていたAN/SPY-1と同じLM社の製品であることから、他社の製品であるAN/SPY-6と異なり、新たなインターフェースを介することなく連接が可能であるというメリットがある。艦載向けの多機能レーダー版であるAN/SPY-7(V)2は、アンテナを1⁄4に小型化して消費電力も低減しており、カナダ海軍の水上戦闘艦とスペイン海軍のボニファス級フリゲートに使用される予定である。またアメリカ海軍に対しても、タイコンデロガ級ミサイル巡洋艦とアーレイ・バーク級ミサイル駆逐艦の寿命を2040年代以降に延ばすためのAN/SPY-1改装プログラムとして、売り込みが図られている。

## 運用史

### アメリカ合衆国
2015年10月にアメリカミサイル防衛局と7億8,400万ドルの契約を交わした。
2019年、アラスカ州中部のクリア空軍基地でLRDRの建設が開始された。
2021年、アラスカ州で運用されるAN/SPY-7の納入及び初期作戦能力の獲得が実施される予定である。

### 日本
2018年7月30日、日本政府はイージス・アショア用にAN/SPY-7(V)1を2基購入する計画を承認し、山口県と秋田県への配備を計画していた。2025年から陸上自衛隊が運用を開始する予定であったが、2020年6月15日、河野太郎防衛相（当時）がイージス・アショア導入計画の停止を発表した。
2020年12月18日、日本政府は「新たなミサイル防衛システムの整備等及びスタンド・オフ防衛能力の強化について」と題する閣議決定を行い、その中で、イージス・アショアの代替案について、「イージス・システム搭載艦」を2隻建造し、それらを海上自衛隊が運用すると決定した。
2021年1月27日、アメリカミサイル防衛局とアメリカ海軍イージス艦の技術部門代表（TECHREP）は、米ニュージャージー州ムーアズタウンにおいて、AN/SPY-7を搭載したAWSベースラインJ7.Bのソフトウェアのリリースに伴う試験に成功した。2018年にイージス・アショアの導入決定と同時に、AN/SPY-7の導入を決定して以来、AN/SPY-7に適合した日本向けイージス武器システムの開発が進められていたが、今回の試験によって、試験的に海上配備されたAN/SPY-7を搭載したAWSベースラインJ7.Bが、弾道ミサイル防衛（BMD）目標の捜索・追跡・識別を行う能力を有する事が確認された。
AWSベースラインJ7.Bは、既に海上自衛隊のまや型護衛艦で運用されているベースラインJ7の改良型で、AN/SPY-7を搭載することができ、アメリカ海軍のイージス艦に搭載されるベースライン9及びベースライン10（予定）の機能を有する。
次回の試験は2021年10月に、イージス武器システム全体の能力向上試験が実施され、システム完成後はAegis Production Test Center（PTC）にて、イージス武器システムの適合試験・認証取得が実施される予定である。
2025年1月16日、ロッキード・マーティンはAN-SPY7(V)1のレーダーアンテナ第1面を防衛省に納入したと発表した。

### カナダ
2020年11月、カナダ海軍はSPY-7を装備したフリゲートを発表した。本艦はイロクォイ級ミサイル駆逐艦4隻（退役済）とハリファックス級フリゲート12隻の後継艦調達プログラムの中で、複数提案された中からイギリス海軍の26型フリゲートをベースに設計されたBAEシステムズとロッキード･マーティンの案を採用した。